# Мба, Сандей
Сандей Мба (англ. Sunday Mba; род. 28 ноября 1988 в Абе, Нигерия) — нигерийский футболист. Победитель Кубка африканских наций 2013 в составе сборной Нигерии.

## Клубная карьера
Сандей является воспитанником футбольной академии «Пепси». Всю свою профессиональную карьеру он провёл на родине, где поиграл за такие клубы, как «Эньимба», «Энугу Рейнджерс», «Долфинс» и «Варри Вулвз». В мае 2014 года Сандей вернулся в «Энугу Рейнджерс». В своем первом же матче после возвращения он забил гол, однако не смог помочь своей команде избежать вылета из Лиги чемпионов КАФ от «Рекреативо» (Либоло).
В октябре 2019 года, после двух лет без клуба, он заявил, что хочет вернуться в футбол.

## Международная карьера
Сандей был в составе второй национальной сборной, которая выиграла Кубок наций Западной Африки в 2010 году.
Его официальный дебют в сборной состоялся в матче против Анголы, который завершился нулевой ничьей. В следующей игре против Либерии он забил свой первый гол в составе «суперорлов».
Он был включен в состав сборной Нигерии для участия в Кубке африканских наций 2013. В четвертьфинальном матче против одного из главных фаворитов турнира сборной Кот-д’Ивуара Сандей забил победный мяч и помог своей команде выйти в полуфинал. Встреча завершилась со счётом 2-1. В дальнейшем его сборная дошла до финала турнира, где встретилась со сборной Буркина-Фасо, сенсационно обыгравшей в полуфинале в серии послематчевых пенальти сборную Ганы. В решающем матче Сандей вышел в стартовом составе и забил единственный и победный гол, принеся своей команде 3-ю победу в Кубке африканских наций после 19-летнего перерыва.

## Достижения
Сборная Нигерии
- Обладатель Кубка африканских наций: 2013.